# Нарвік Сирхаєв
Нарвік Загідінович Сирхаєв (азерб. Narvik Sırxayev, лезгин. Сирхайрин Нарвик Загьидинан хва, рос. Нарвик Загидинович Сирхаев; нар. 16 березня 1974, Орта-Стал, Дагестанська АРСР, РРФСР) — радянський, російський та азербайджанський футболіст, виступав на позиції півзахисника. Грав за збірну Азербайджану.

## Клубна кар'єра
На початку кар'єри грав за махачкалінське «Динамо» у другій радянській лізі, потім у другій і третій російській лізі. У 1997 році перейшов в інший клуб з Махачкали — «Анжи», за який відіграв до того один сезон в 1994 році. У 1999 році «Анжи» виграла першість в першій лізі й отримала підвищення в класі. У 2000 році команда зайняла 4-те місце у вищій лізі, відставши від третього на 3 очки. У Кубку Росії 2000/01 «Анжи» вийшов у фінал, де зустрічалася з московським «Локомотивом». Нарвік Сирхаєв відкрив рахунок у тому поєдинку, але «залізничники» в доданий час відігралися, а потім перемогли в серії пенальті. Виступаючи за «Анжи» у вищій лізі, Нарвік провів на полі всі 60 матчів за два сезони.
У 2002 році Сирхаєва запросили в «Локомотив», розпочав сезон у новій команді впевнено, але потім отримав травму (розрив м'яза задньої поверхні стегна) й вибув з ладу. Наслідки травми так і не дозволили гравцю вийти на колишній рівень. У складі «Локомотива» Сирхаєв став чемпіоном Росії 2002 року і завоював Суперкубок 2003 року.
У 2004 році перейшов у «Торпедо-Металург» (згодом — ФК «Москва»). Провівши півсезону в команді, Нарвік перейшов у грозненський «Терек», який боровся на той час за потрапляння в Прем'єр-лігу. У підсумку в тому році «Терек» вийшов у вищий дивізіон, але наступного ж року повернувся назад до першого. Незважаючи на те, що багато гравців покинули «Терек» після вильоту з еліти, Сирхаєв залишився в команді.
У 2007 році повернувся в «Анжи». У 5 турі першості 2007 року отримав травму й пропустив майже три місяці. На початку 2008 року не став продовжувати угоду з махачкалинцями, відправившись в бакинський «Олімпік», з яким підписав контракт на початку лютого. Однак уже в кінці місяця розірвав угоду з азербайджанським клубом. У наступні роки працював головним тренером молодіжної команди «Локомотив-2», яка виступає в другому дивізіоні чемпіонату Росії.

## Кар'єра в збірній
Вперше до складу національної збірної Азербайджану запросив національний наставник Вагіф Садигов 25 квітня 1997 року на товариський матч проти Туркменістану (поразка з рахунком 0:2). Єдиним голом у футболці національної команди відзначився 24 квітня 1998 року в переможному (2:1) домашньому поєдинку проти Узбекистану. Востаннє у футболці збірної Азербайджану зіграв 9 червня 1999 року в програному (0:4) поєдинку проти Румунії. Загалом з 1997 по 1999 рік у національній команді зіграв 17 матчів, в яких відзначився 1 голом.

## Кар'єра тренера
7 вересня 2009 року заявлений тренером у команді другого дивізіону «Локомотив-2». 6 квітня 2012 року призначений керівником махачкалинського офісу й заступником генерального директора клубу. 21 червня 2012 року відбулося чергове засідання Ради директорів ФК «Анжи», на якому були представлені нові члени Ради Хасанбі Біджиєв та Нарвік Сирхаєв.

## Досягнення

### Командні
«Локомотив»
- Прем'єр-ліга Росії
  -  Чемпіон (1): 2002

- Суперкубок Росії
  -  Володар (1): 2003

«Анжи»
- Першість Футбольної Національної Ліги
  -  Чемпіон (1): 1999

«Терек»
- Першість Футбольної Національної Ліги
  -  Чемпіон (1): 2004

### Особисті
- У Список 33 найкращих футболістів чемпіонату Росії: № 1 (2000).

## Статистика виступів

### Клубна
| Сезон   | Команда              | Змагання             | Чемпіонат     | Кубок       | Єврокубки | Інші                        |
| 1991    | «Динамо» (Махачкала) | 2-га ліга            | 20 (6)        | —           | —         |                             |
| 1992    | — // —               | 2-га ліга            | -             | —           | —         |                             |
| 1993    | — // —               | — // —               | 36 (5)        | —           | —         |                             |
| 1994    | — // — «Анжи»        | — // — — // —        | 5 (0) 28 (2)  | 0 (0) 4 (1) | —         |                             |
| 1995    | «Динамо» (Махачкала) | 3-тя ліга            | 24 (12)       | —           | —         |                             |
| 1996    | — // —               | — // —               | 32 (20)       | 2 (0)       | —         |                             |
| 1997    | «Анжи» «Анжи-д»      | 1-ша ліга 3-тя ліга  | 37 (15) 1 (0) | 2 (1) —     | —         |                             |
| 1998    | «Анжи»               | 1-тя ліга            | 40 (7)        | 1 (0)       | —         |                             |
| 1999    | — // —               | — // —               | 40 (11)       | 3 (2)       | —         |                             |
| 2000    | — // —               | Вища ліга            | 30 (10)       | 3 (1)       | —         |                             |
| 2001    | — // —               | — // —               | 30 (10)       | 4 (1)       | 1 (0)     |                             |
| 2002    | «Локомотив» (Москва) | — // —               | 15 (4)        | 1 (0)       | 2 (0)     | 2 (0)*                      |
| 2003    | — // —               | — // —               | 18 (2)        | 2 (0)       | 2 (0)     | 7 (3)*, 1 (0)** та 2 (0)*** |
| 2004    | «Москва» «Терек»     | — // — 1-ий дивізіон | 14 (2) 16 (1) | 6 (0) 1 (0) | — 3 (0)   | 1 (0)*                      |
| 2005    | — // —               | Прем'єр-ліга         | 20 (1)        | 1 (0)       | —         | 3 (0)* та 1 (0)**           |
| 2006    | — // —               | 1-ий дивізіон        | 27 (5)        | 5 (2)       | —         |                             |
| 2007    | «Анжи»               | — // —               | 25 (5)        | 0 (0)       | —         |                             |
| 2007/08 | «Олімпік» (Баку)     | 1-ий дивізіон        | 1 (0)         | ?           | —         |                             |

* Турнір дублерів РФПЛ
** Суперкубок Росії
*** Кубок Прем'єр-ліги

### У збірній

#### По роках
| національна збірна Азербайджану | національна збірна Азербайджану | національна збірна Азербайджану |
| Рік                             | Матчі                           | Голи                            |
| ------------------------------- | ------------------------------- | ------------------------------- |
| 1997                            | 5                               | 0                               |
| 1998                            | 8                               | 1                               |
| 1999                            | 4                               | 0                               |
| Загалом                         | 17                              | 1                               |

#### Забиті м'ячі
| #  | Дата           | Місце             | Суперник   | Рахунок | Результат | Змагання         |
| -- | -------------- | ----------------- | ---------- | ------- | --------- | ---------------- |
| 1. | 24 квітня 1998 | Баку, Азербайджан | Узбекистан | 2-0     | 2-1       | Товариський матч |

## Особисте життя
Лезгин за національністю. Дружина — Ельвіра. Син — Загідін (нар. 1999), дочка — Каміла, син — Богдан.